# 日本列島縦断クイズ
『日本列島縦断クイズ』（にほんれっとうじゅうだんクイズ）は、1984年10月14日から1985年3月31日までTBS系列局で放送されていた毎日放送製作のクイズ番組である。放送時間は毎週日曜 14:00 - 14:30 （日本標準時）。

## 概要
1984年9月まで金曜19:00枠で放送されていた『全国縦断!クイズあのねのね』の後継番組で、司会者や番組内容は『クイズあのねのね』のそれをほぼ継承した、全国の名所・旧跡などを巡り紹介し、当地のローカルな情報を盛り込みながら送る番組。
司会はあのねのねと鳥越マリ、出題者は二階堂杏子。第1回目の放送は、長崎市・グラバー園内の旧オルト邸からの中継放送であった。
賞金は、下は1円から最高10万円まで幅広く用意された。当地の産地直送の「ふるさとの味プレゼントコーナー」があった。

## 放送局
以下、特記の無い限り全て放送時間は毎週日曜 14:00 - 14:30、同時ネット。
- 毎日放送（制作局）
- 北海道放送[4]
- 青森テレビ[5]
- 岩手放送[5]
- 東北放送[6]
- テレビユー福島[6]
- TBS
- 新潟放送[7]
- 北陸放送[7]
- 信越放送[8]
- テレビ山梨[9]
- 静岡放送[9]
- 中部日本放送[10]

- 山陰放送[11]
- 山陽放送[12]
- 中国放送[12]
- テレビ山口[13]
- テレビ高知[14]
- RKB毎日放送[15]
- 長崎放送[15]
- 熊本放送[15]
- 大分放送[13]
- 宮崎放送[16]
- 南日本放送[16]
- 琉球放送[17]